# Borboniella conflatilis
Borboniella conflatilis is een vlinder uit de familie bladrollers (Tortricidae). De wetenschappelijke naam is voor het eerst geldig gepubliceerd in 1977 door Diakonoff.
De soort komt voor in tropisch Afrika.